# Електричне мреже
Електричне мреже у електроенергетици су саставни део електроенергетског система. Електроенергетски систем обухвата производњу, пренос и дистрибуцију електричне енергије. Електрична енергија се производи у електранама, одакле се преноси и дистрибуише или расподељује до крајњих потрошача. У потрошаче спадају различити непосредни пријемници електричне енергије, нпр. електрично осветљење, моторни погони, термички пријемници, пријемници у хемијској индустрији, домаћинства итд.
Електричне мреже обезбеђују непрекидно напајање потрошача електричном енергијом. Оне представљају скуп међусобно спојених постројења и водова који се налазе на истом називном напону. Састоје се од правилно изолованих електричних водова, опремљених апаратима за њихово укључивање, искључивање, мерење и заштиту, као и трансформатора који повишавају и снижавају напон у преносу и дистрибуцији електричне енергије.

## Историја настанка електричних мрежа
Развој електричних мрежа је уско повезан са развојем електрана, који је условљен развојем електричних пријемника. Задње две деценије 19. века биле су пресудне у развоју електроенергетских система.

##### Прва електрична мрежа
Прва електрична мрежа појавила се са првом електраном. Године 1882. Томас Едисон и његова компанија су изградили прву електрану на свету у улици Перл у Њујорку, која се користила искључиво за осветљење. Генераторе су покретале парне турбине. У мрежи се налазило 59 потрошача са око 3000 сијалица. Електрана је производила једносмерну струју, на напону од 103V, а највећа удаљеност од генератора до пријемника била је око 800 метара.
Даљим истраживањем дошло се до закључка да су у преносу електричне енергије губици активне снаге сразмерни квадрату јачине струје, те да је за веће удаљености неопходно смањити јачину струје и повећати напон сразмерно удаљености, да би се губици одржавали на истом нивоу. Међутим, у оно време то је било немогуће извести са једносмерном струјом.

##### Трансформатор
У Лондону исте године Лусијен Голар и Џон Диксон Гибс представили су први трансформатор, чиме је била омогућена употреба виших напона у преносу електричне енергије. Практична употреба овог трансформатора приказана је 1884. у Торину, где је он искоришћен за осветљавање 40 км пруге, енергијом из генератора наизменичне струје. Међутим, овакав систем имао је више недостатака, један од највећих представљало је повезивање генератора на ред, због чега њихово оптерећење није било подједнако, тако да је укључивање и искључивање само једне лампе утицало на рад свих осталих лампи у линији. Након демонстрације, амерички предузетник Џорџ Вестингхаус одлучио је да купи неколико оваквих трансформатора, као и Сименсов генератор, у жељи да их његови инжењери побољшају у будућности.
Један од Вестингхаусових инжењера, Вилијам Стенли, успео је да уочи проблем у везивању на ред и такође је дошао до закључка да гвоздено језгро око кога би се намотали примарни и секундарни намотаји, могли да се смање губици услед расипања флукса. Тако је конструисан напреднији трансформатор, који је у Грејт Барингтону 1886. године примењен први пут у мрежи наизменичне струје. Међутим, и у овом случају једини потрошачи биле су сијалице, с обзиром да тада још увек нису постојали електрични мотори на наизменичну струју.

##### Никола Тесла
Велики преокрет у преносу електричне енергије настаје са Теслиним проналасцима у области обртног магнетног поља, његове примене на индукциони мотор и полифазне системе. Тесла је током 1887. и 1888. године патентирао низ проналазака, у које спада и патент за двофазни асинхрони мотор. Дизајн његовог асинхроног мотора, за разлику од других, био практичан за индустријску употребу. Одмах потом, компанија Вестингхаус откупљује првих седам Теслиних патената из области полифазних струја. У Питсбургу (1888—1889) са инжењерима компаније Вестингхаус ради на практичној реализацији својих патената.
И ако су Теслини патенти указивали на велике предности Вестингхаус је имао проблема, јер је Едисон упорно радио на дискредитовању употребе наизменичне струје и Теслиних изума. Након дуготрајног процеса доказивања и битке на тржишту око опредељења за и против наизменичних струја или феномена познатог као рат струја, 1895. одлучено је да се код хидроелектране на Нијагариним водопадима такође примени Теслин систем наизменичних струја. Мрежа је била напонског нивоа до 11 kV, а водови су ишли до Бафала.
Изградњом трансформатора за високе напоне и применом трофазних струја отворене су могућности за пренос већих снага на веће удаљености. У последњој декади 19. века производња електричне енергије је узела маха. Компаније су изградиле на хиљаде електричних мрежа, за једносмерну струју и наизменичну струју у САД и у Европи.

##### Електричне мреже у Србији
У Србији се крајем 19. века такође почело са грађено са изградњом електричних мрежа. У почетку су прављене само за осветљење, а тек касније за потребе индустрије. Снаге првих електрана биле су веома мале и преовладавала је једносмерна струја.
Прва електрика у Београду појавила се 1880. године у Кафани Хамбург, близу данашње Електродистрибуције Београд, власника Пере Јовановића Шапчанина. Газда Пера је тада набавио једну локомобилу и електромотор и поставио их испред Народне скупштине (данас биоскоп ”Одеон”), а одатле развукао жице преко Топчидерског друма, до своје кафане у којој су се налазиле Боген лампе.
Затим је 9. октобра 1884. године уведено осветљење у чаурници крагујевачког Војнотехничког завода у Крагујевцу. У новој радионици инжењер Завода, Тодор Селесковић набавио је динамомашину за напајање 30 сијалица и две лучне лампе. Овом догађају је присуствовао Милан Обреновић са краљицом Наталијом и својом свитом.
У електрификацији Србије велику улогу одиграо је Ђорђе Станојевић. Уз његово залагање, одлучено је да се изгради електрично осветљење у Београду, уместо гасног. Међутим, и ако је Тесла већ у то време водио битку за наизменичне струје, а Ђорђе Станојевић био упознат са његовим радом, због великих притисака одлучено је да се склопи уговор са огранком Едисонове компаније у Паризу, преко Српско-француског друштво за осветљење и варошке железнице, Белгијског анонимног друштва и Дирекције за трамваје и осветљење за градњу термоелектране и мреже Едисоновог типа, што ће се, касније одразити на квалитет осветљења у Београду. И тако је 1892. године почела да се гради прва термоелектрана у Србији на Дорћолу, у Београду. Улично осветљење службено је почело са радом 23. септембра 1893. године, када је утврђено да је прва фаза електрификације Београда завршена, а да је електрична централа са мрежом пуштена у рад. Иста електрана омогућила је и први трамвај на електрични погон 1884. године (од 1882. је радило на коњску вучу), који је саобраћао на релацији Теразије - Топчидер, свега шест година након што је кренуо са радом трамвај у Ричмонду. Централа је 14. маја 1933. престала са радом, а из ње је 1946. године изнета сва опрема, која ће послужити за изградњу термоелектране „Мали Костолац“, прве термоелектране у Костолцу. Објекат постоји још увек и њему се од 2005. налази Музеј науке и технике.
Ипак, нешто касније Ђорђу Станојевићу пошло је за руком да започне изградња електрана по Теслиним принципима наизменичних струја. Прва оваква електрана пуштена је у пробни рад 2. августа 1900. године, на реци Ђетињи у Ужицу, четири године након почетка рада хидроелектране на Нијагари. Служила је за покретање машина у ткачкој радионици и електрично осветљење. У почетку је имала два агрегата од 36kW, и далековода дужине 1km. Нешто касније, 1904. додат је још један генератор. Ова хидроелектрана и данас производи 140 kWh енергије.
Хидроелектрана Вучје, у истоименом селу у подножју планине Кукавице почела је са радом 1903. на реци Вучјанки. Први далековод у Србији, дужине 17 км, изграђен је од ове електране до Лесковца. Хидроелектрана је у погону и данас. Неки од генератора у електрани раде од самог њеног постанка. У Хидроелектрани постоје три турбине. Све три су „Војт“ и све три имају своје генераторе. Два генератора су „Сименс“, из 1903. године. Један генератор је из тридесетих година прошлог века, произвођач је шведска фирма „Асеа“ која више не постоји. Генератора производе око 20.000 kWh дневно, односно 4 милиона годишње.

## Подела електричних мрежа
Електричне мреже могу да се поделе на више начина:

##### Према напонском нивоу коме припадају[15]
- мреже ниског напона (до 1kV)
- мреже средњег напона (најчешће 10kV, 20kV и 35 kV)
- мреже високог напона (од 110kV и 220kV)
- мреже веома високог напона ВВН (400kV, 750kV, 1.150kV)

##### Према броју проводника[2]
- са једним проводником (нпр. трола у трамвајском саобраћају, пошто се шине користе као повратни проводник)
- са два проводника (примери: код једносмерне струје тролејбус, а код наизменичне струје једносмерни пријемници )
- са три проводника (примери: код једносмерне струје троводни систем, код наизменичне струје трофазни систем без нултог проводника за напајање мотора)
- са четири проводника (примери: код наизменичне струје трофазни систем са нултим проводником за мешовиту потрошњу)

##### Према функцији[15]
- преносне мреже - преносе велике снаге, реда стотина или реда хиљада MW, од извора електричне енергије, на велике удаљености (стотине и хиљаде километара), све до подручја потрошача. Обично се завршавају у главним трансформаторским станицама (Г ТС) (нпр. Г ТС 400/110kV). Овај пренос се реализује на мрежама високих и веома високих напона.
- напојне мреже - преносе снаге (реда величина десетине MW), на високом напону, иду од главних ТС, до појединих језгра потрошње односно напојних ТС (нпр. ТС 110kv/10kV). Дужине водова у овом случају су до више десетине километара.
- дистрибутивне мреже - врше дистрибуцију снага (реда величине MW до десетине MW), унутар потрошачких подручја, све до потрошача, односно њихових уређаја за регистровање потрошње, на мрежама средњег и ниског напона.
- потрошачке мреже - директно напајају потрошаче, односно разне електричне апарате малих, као нпр. апарата у домаћинствима, или нешто већих снага, као што су индустријска постројења. С обзиром да се налазе у диркетном контакту са корисницима, да би се обезбедио висок степен заштите, потрошачке мреже раде на ниским напонима (3 kV, 6 kV, 10 kV).

##### Према врсти струје
- мреже једносмерне струје - предности: преносе нешто већу активну снагу, изолација се напреже једнолично и то напоном који је {\displaystyle {\sqrt {2}}} пута мањи од наизменичног, нема утицаја индуктивитета, ни капацитивности (постоје само код промјенљивих струја), лакше се постиже синхронизам у погону
- мреже наизменичне струје - предности: лако трансформисање напона применом електроенергетских трансформатора, лако прекидање великих струја, обртно магнетно поље[4]

##### Према топологији
Електричне мреже се представљају помоћу „извора напајања“ (електроенергетска постројења), „деоница“ (електрични водови) и потрошачких чворова. С обзиром на могућност смера протока електричне енергије разликују се:
- Радијалне мреже - имају само један смер протока и једнострано напајање потрошачких чворова
- Петљасте мреже - имају могућност протока електричне енергије у оба смера на одређеним деоницама.

##### Према конструктивном начину извођења[2]
- надземне или ваздушне мреже - изводе се голим проводницима, односно металним жицама без изолације, на стубовима, помоћу конзола и изолатора за причвршћивање проводника. Оне су прегледне, лако се уочавају и отклањају кварови. Изложене су атмосферским утицајима, па се јављају пренапони изазвани атмосферским пражњењима. Примењују се код преносних, напојних мрежа, као и код дистрибутивних мрежа у приградским и сеоским подручјима.[15]
- подземне (кабловске) - изводе се кабловима положеним у земљу, кроз кабловске канале или по зидовима. За извођење су готово 10 пута скупље од надземних[15], али су трајније и мање се кваре.

## Пројектовање[16]
Електричне мреже требало би да :
- буду изведене по важећим прописима у техничком смислу
- обезбеде поузданост у погону и статичку сигурност, те нормално функционисање у разним режимима рада, укључујући и најтеже услове, приликом испада неке од компонената мреже[17]
- не представљају никакву опасност по околину
- буду што економичније

Да би се ови услови испунили, приликом пројектовања електричних мрежа врше се бројни прорачуни и то према постављеним захтевима (још у фази планирања електроенергетских система), важећим стандардима и искуству, као нпр:
- термички прорачун који омогућавају одржавање дозвољене температуре разних компоненти мреже
- електрични прорачун који обезбеђује одржавање постављених параметара мреже у устаљеном режиму рада, као што су нпр. напон, задати проток снага или степен искоришћења[17]
- механички прорачун бави се механичком чврстоћом и стабилношћу делова електричне мреже
- економски прорачун који се бави прорачуном губитака енергије, интензитетом струје, потрошњом материјала итд.
- допунски прорачуни, у које спадају разни други прорачуни који се баве контролом рада у најтежим условима погона